# Њуберг Хајтс (Охајо)
Њуберг Хајтс (енгл. Newburgh Heights) град је у америчкој савезној држави Охајо.

## Демографија
По попису из 2010. године број становника је 2.167, што је 222 (-9,3%) становника мање него 2000. године.
| Група             | 2000.         | 2010.         |
| Белци             | 2.226 (93,2%) | 1.654 (76,3%) |
| Афроамериканци    | 75 (3,1%)     | 323 (14,9%)   |
| Азијати           | 3 (0,1%)      | 6 (0,3%)      |
| Хиспаноамериканци | 59 (2,5%)     | 118 (5,4%)    |
| Укупно            | 2.389         | 2.167         |